# پل رضا شاهی
پل رضا شاهی مربوط به دوره پهلوی است و در شهرستان علی‌آباد، بخش مرکزی، روستای فاضل آباد واقع شده و این اثر در تاریخ ۱۰ خرداد ۱۳۸۲ با شمارهٔ ثبت ۸۸۲۵ به‌عنوان یکی از آثار ملی ایران به ثبت رسیده است.